# Ella (певица)
Ella (стилизуется как ELLA, также известна под псевдонимом Элла Спела, настоящее имя — Эльвира Юрьевна Пономарёва (укр. Ельвiра Юріївна Пономарьова); род. 9 декабря 1995, Макеевка, Донецкая область, Украина) — поп-певица и автор песен, получившая широкую известность после выхода трека «NBA (Не мешай)» и впоследствии потерявшая авторское право на его исполнение. Бывшая участница группы RSAC (2018–2020).

## Биография

### Детство, ранние годы и студенчество
Эльвира родилась 9 декабря 1995 года в городе Макеевка, Донецкая область. Семья певицы занималась шахтёрским делом: мать работала участковым нормировщиком, а отец — горноспасателем. Большую часть времени Элла проводила дома, самостоятельно занимаясь разными увлечениями — рисованием, лепкой и музыкой. Родители с ранних лет ограждали девочку от занятия музыкой, мотивируя больше заниматься рисованием. Картины, написанные Эллой в подростковом возрасте, стали основой для создания обложек к будущим синглам певицы. Элла продолжала искать пути, как развиваться в музыкальной сфере, самостоятельно осваивая игру на различных музыкальных инструментах.
После окончания школы Элла поступила в Донбасскую национальную академию строительства и архитектуры. Несмотря на обострившуюся обстановку в регионе весной 2014 года, Элла осталась в Донецке и продолжила учёбу. Позднее певица поделилась, что на фоне посттравматического стрессового расстройства в тот период она начала писать стихотворения о своих переживаниях и беспокойствах, в последующем перекладывая их на музыку. В рамках студенческих мероприятий Элла впервые вышла на сцену. В 2016 году певица освоила профессию тату-мастера.
В 2018 году Элла переехала в Ростов-на-Дону, где поступила в Ростовскую академию архитектуры и строительства и получила диплом магистра в 2020 году. Вспоминая, Элла называет первые годы после переезда в Россию, непростыми: ввиду бюрократических сложностей, единственной возможностью заработать деньги на первое время было откликнуться на вакансию в кофейню, где Элла проработала до тех пор, пока не отправилась в концертный тур с группой RSAC.

### 2015–2017: каверы на YouTube, участие в «Голос країни» и дебютный сингл «87»
26 мая 2015 года в социальной сети Вконтакте Элла поделилась своим первым сольным треком, получившим название «птицы». С тех пор Элла активно делилась с поклонниками своими демозаписями и треками, записанными под псевдонимом Ella, в том числе в составе дуэта «Залитая вишня», отрывки из которых вошли в тексты других песен певицы, выпущенные позднее официально. Так, 22 ноября 2015 года Элла презентовала песню «Chto proishodit», припев которой вошёл в будущий хит «NBA (Не мешай)». В тот же год Элла приняла участие в создании совместных треков c Mikkey «Корабль» и «Мой Город» (при участии Panama), а также опубликовала дэмозаписи «Котик из секретных общин», «Bushuet», «Delfini».
Летом 2015 года отец певицы предложил Элле создать канал на YouTube и выкладывать кавер-версии на песни популярных артистов. Позднее на канале певицы появились видео-каверы на таких исполнителей как Луна, Антоха МС, Pharaoh, Время и стекло, Грибы, Cкриптонит, Пошлая Молли, Кино, Childish Gambino и других музыкантов. Спустя некоторое время на творчество певицы обратил внимание один из кастинг-менеджеров украинской версии телепроекта «Голос» (укр. Голос країни), направив девушке письмо с предложением принять участие в вокальном телешоу. В июне 2016 года Элла отправилась в Киев для прохождения телевизионного кастинга.
С 26 февраля 2017 года Элла становится участником седьмого сезона телепроекта «Голос країни» — исполнив песню Lana Del Rey «Summertime Sadness», она попадает в команду музыканта Потапа. 19 марта 2017 года на этапе «вокального боя» с песней американской певицы LP «Lost on You» Элла уступает победу Нине Цнобиладзе.
23 ноября 2017 года под псевдонимом Элла Спела певица выпустила свой дебютный сингл «87», а также видеоклип к нему. 15 декабря 2017 года состоялась премьера совместной песни «Ускорения» с украинской певицей Kolyaolya.

### 2018: «Поезда» совместно с RSAC, релиз EP на лейбле Ивана Дорна и прерванный тур
После релиза дебютного сингла, Элла продолжила записывать каверы. Один из них, на песню «Боль», заметил основатель группы RSAC Феликс Бондарев и пригласил Эллу к сотрудничеству над своим следующим альбомом. Первой совместной работой Эллы и RSAC стала песня «Поезда», которая вошла в альбом «Голые факты», выпущенном 1 марта 2018 года. 16 мая 2018 года Ella представила песню «Веревки скучают», записанный совместно с музыкантом NJP.
Я просто выходила на концертах и пела две песни — мне за это даже не платили. После третьего города меня кинули, просто сказали: «Элла, мы продолжаем наш тур без тебя, с тобой ездить невыгодно»
21 августа 2018 год на музыкальном лейбле Ивана Дорна Masterskaya состоялся релиз первого ЕР певицы под названием «Молодость», который включал три песни («Молодость», «Слоны не курят», «Мишки»). Также в 2018 году Элла появилась на двух ремиксах от музыкального проекта Местами Экспонат («Бар 2 лесбухи (Скриптонит Remix)», «Meduza (Remix)»).
26 октября 2018 года состоялась премьера альбома RSAC «Аргументы», куда вошел новый трек под названием «NBA». Однако, треклист альбома не содержал упоминаний о гостевых исполнителях. Коллектив не посчитал новый трек перспективным в коммерческом плане, выпустив в качестве лид-сингла трек «Лбюовь». Осенью RSAC отправились на гастроли, но вскоре по просьбе Бондарева Ella прервала участие в концертном туре. После этого общение коллег по группе на некоторое время прекратилось.

### 2019: успех «NBA (Не мешай)», релиз «платинового» альбома и потеря авторских прав
Спустя полгода после релиза трек «NBA» обрёл популярность среди русскоязычной аудитории в социальной сети TikTok. Весной 2019 года Бондарев обратился к Ella с предложением возобновить совместную работу и записать альбом. Однако, певица согласилась не сразу: «На самом деле, [записать альбом] меня мама очень попросила — ей очень нравилась одна песня из моих демок. Я наотрез отказывалась, но потом подумала «А что я теряю? Ладно, пусть мама услышит эту песню». И написала Феликсу, что согласна, но только если всё будет прозрачно по договорам».

«Прежде чем мы отдали альбом лейблу Universal и каждый получил свою часть аванса, мне предложили подписать договор. В нём было указано авторство 50 на 50 в шести треках — всех, кроме NBA и «Поездов», на них у Феликса было 100%. Я спросила: «Феликс, почему так? Ведь в этих песнях тоже есть мой вклад». Он сказал: «Да, но мы пообщались [с юристами], на эти треки нужно чистить права. Чистка прав на каждую песню по триста тысяч. Ты хочешь свои деньги с аванса потратить на это?» Естественно, я отказалась»— Ella в интервью The Flow, май 2023

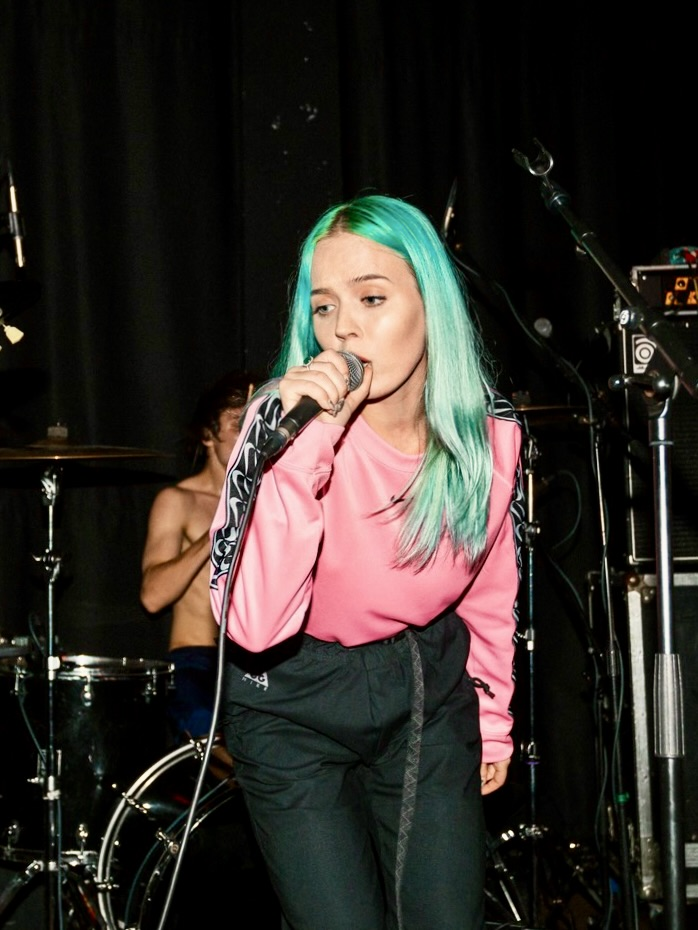
Первый концерт в рамках NBA Tour 2019, Калининград

6 июня 2019 года Элла вместе с группой RSAC выступили в эфире Первого канала на телешоу «Вечерний Ургант», исполнив песню «NBA (Не мешай)». Неделю спустя (14 июня) состоялся релиз совместного альбома под названием «Фeлла», куда помимо новых треков, вошли обновлённые версии ранее вышедших песен «Поезда» и «NBA». 5 июля 2019 года состоялась премьера видеоклипа на песню «NBA (Не мешай)», режиссёром которого стала Маша Жемчужина.
Осенью 2019 года коллектив RSACxElla вошёл в список «MTV Музыкант года» по версии MTV Россия. Трек «NBA» вошёл в топ-100 лучших треков 2019 года по версии Apple Music, попал в топ-10 самых прослушиваемых композиций 2019 года в стриминговом сервисе Boom, занял первое место в чарте TopHit: Top Radio & YouTube Hits 2019 года, а также первую строчку Top Radio Hits, а совместный альбом «Фелла» был признан «платиновым».
17 октября Ella и группа RSAC отправились в концертный тур NBA Tour 2019, включающий 15 городов России и Белоруссии. 5 декабря 2019 года коллектив выступил в Кремлёвском дворце на премии «Виктория». Ведущий церемонии, – российский тележурналист Андрей Малахов, представил группу как «новое имя в отечественной сцене». Также в 2019 году Ella успела выпустить несколько совместных работ с другими артистами: синглы «Нож» с Тревога, «Ключи» с Керил и «Всё пройдёт» с Groza и !nsando.

### 2020: конфликт на VK Fest 2020, прекращение сотрудничества с Бондаревым и дебютный альбом «Superfresh»
19 мая 2020 года за несколько часов до выступления на онлайн-фестивале VK Fest 2020 между участниками группы произошел конфликт, подробностями которого певица поделилась спустя несколько лет:

В гримерку зашел Феликс со словами “Так, короче, завтра мы едем писать новые песни”. После истории с прошлыми договорами я уже понимала, что не хочу в этом участвовать и ответила, что никуда не поеду. Он разозлился, начал меня оскорблять, говорил, что я донецкая колхозница и без него ничего бы никогда не добилась. Я сижу, все это слушаю, у меня слезы. Выступать после этого было тяжело — это даже на записи заметно. Когда все закончилось, я села в такси и написала огромное сообщение о том, что больше не выйду с ним на сцену ни-ког-да.— Ella в интервью The Flow, май 2023
Вскоре вслед за Ella группу RSAC покинули барабанщик Иван Амельченко и басист Леонид Затагин. В июле 2020 года на альбоме саундпродюсера P.Pat вышла совместная песня «Сердца стук» (совместно с Ella и Pioneerball).
Осенью 2020 года Ella представила лид-сингл «Пули» с предстоящего дебютного альбома, а также видеоклип к нему, в съемках которого принял участие бывший коллега по группе RSAC Иван Амельченко. 27 ноября 2020 года состоялся релиз первого альбома певицы под названием «Superfresh», над которым работали Леонид Затагин (RSAC, Tesla Boy) и Станислав Астахов (Tesla Boy, СБПЧ). В поддержку релиза весной 2021 года вышел видеоклип на песню «Superfresh» (совместно с Холод).

### 2021–по наст. время: «Superfresh Remixes», саундтреки к сериалам и совместная работа с разными артистами
Осенью 2021 года на музыкальном лейбле Stvol певица выпустила альбом ремиксов «Superfresh Remixes», куда вошли музыкальные работы от Cream Soda, Лауд, Maruwa, Kovyazin D и других. Кроме того, в 2021 году Элла выпустила два трека «Другая» и «Рамки», – обе песни стали саундтреками к российского комедийному сериалу «Солдаут». Кавер-версия песни «Беспризорник» российской группы Hi-Fi также стала саундтреком к сериалу «Сестры». 
Обожаю Эллу и ее голос.

В 2021 году певица появилась на альбоме DZA «Catch Your Wave» с двумя совместными работами («Истина, которой нет», «Без тебя»), приняла участие в релизе сингла «Поток» от Pioneerball, записала песню с Парнишка «Мы умрём», которая также была выпущена в акустической версии в качестве сингла в 2022 году. 
Голос Эллы идеально подошел к этому треку. А текст, который Элла написала, создал правильные смыслы и образы.
 В тот же год Ella приняла участие в промо-кампании журнала The Blueprint, посвященной запуску коллекции Armani Exchange (весна-лето 2021).

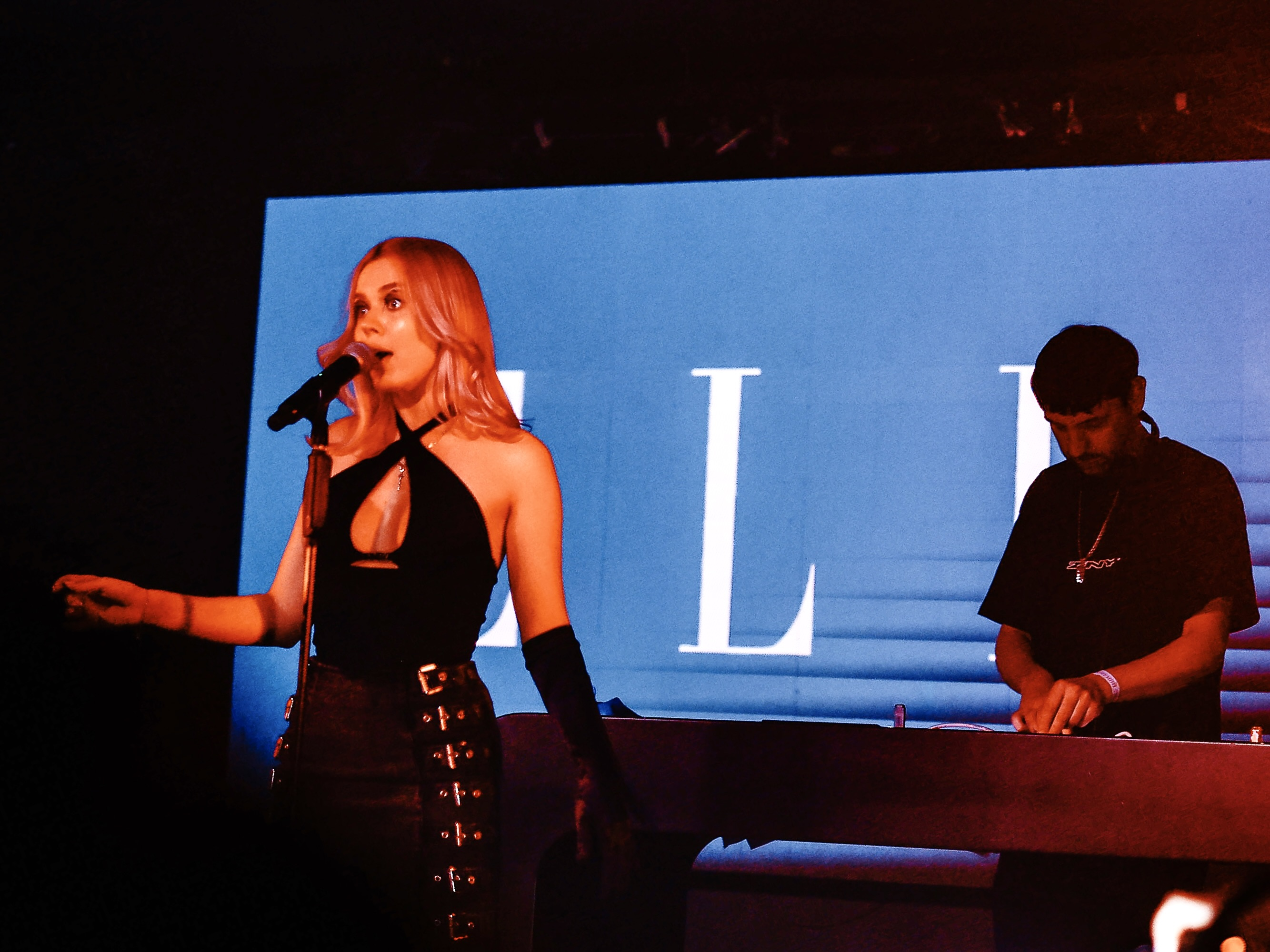
Live-презентация сингла «Противостояние», май 2023

В 2022 году певица выпустила сольный сингл «Нет рядом» и записала совместные работы с Tim Aminov («Косы»), P. Pat («Кино») и Luxor («Люди грустят»).
В конце лета 2023 года в социальной сети TikTok набрал популярность челлендж, получивший название «Крылья не мои», в рамках которого пользователи снимали видеоролики под трек NBA («Не мешай»), в которых рассказывали о мечтах всей жизни, от которых отказались сами, или отношениях, из которых ушли сами. Певица также приняла участие, выложив видеоролик и напомнив, что не получает денежного вознаграждения за использование этого трека: «Подписать договор, лишиться прав на этот трек, ничего с него не заработать. Смотреть, как он снова вирусится: эти крылья не мои, я не могу их расправить».
В последующие годы Элла выпустила несколько сольных синглов, один ремикс и четыре совместные работы, – c группой «шалый» («1000»), хип-хоп исполнителем Кравц («Сколько»), певицей Lepnina («Сестрица») и диджеем Julia Konor («Лети на свет»).
29 ноября 2024 года певица выпустила второй студийный альбом, получивший название «Страшно красива». «История о любви к себе», куда помимо новых треков вошли ранее выпущенные синглы «Противостояние», «Она не я», «Танцевать», «Грустно на этой вечеринке», «Свои сны», а также сольные версии треков Superfresh и «Сколько».
Весной 2025 года певица презентовала совместный трек с электронной музыкальной группой Turbosh («Крутые Парни») и выпустила альбом ремиксов «Страшно красива (Remixes)».

## Дискография
| Студийные альбомы - Superfresh (2020) - «Страшно красива» (2024) Мини-альбомы - «Молодость» (2018) Альбомы ремиксов - Superfresh Remixes (2021) - «Страшно красива (Remixes)» (2025) Совместные альбомы - «Фелла» (2019), совместно с RSAC Синглы - «87» (2017) - «Молодость» (2018) - «Пули» (2020) - «Не целуй» (2020) - «Осень (Zatagin remix)» (2020) - «Мать (Maruwa remix)» (2021) - «Superfresh (Лауд remix)» (2021) - «Нет рядом» (2022) - «Противостояние» (2023) - «Она не я» (2023) - «Танцевать» (2023) - «Грустно на этой вечеринке» (2023) - «Грустно на этой вечеринке (Dance Mix)» (2023) - «Свои сны» (2024) - «Сколько» (при участии Кравц) (2024) - «Лети на свет» (при участии Julia Konor) (2024) | В качестве гостевого исполнителя - «Нож» (Тревога совместно с Ella) (2019) - «Ключи» (Керил совместно с Ella) (2019) - «Все пройдет» (Groza, !nsando совместно с Ella) (2019) - «Сердца стук» (P. Pat, Pioneerball совместно с Ella) (2020) - «Истина, которой нет» (DZA совместно с Ella) (2021) - «Без тебя» (DZA совместно с Ella) (2021) - «Мы умрём» (Парнишка совместно с Ella) (2021) - «Поток» (Pioneerball совместно с Ella) (2021) - «Мы умрём (acoustic)» (Парнишка совместно с Ella) (2022) - «Кино» (P. Pat совместно с Ella) (2022) - «Люди грустят» (Luxor совместно с Ella) (2022) - «Косы» (Tim Aminov совместно с Ella) (2022) - «1000» («шалый» совместно с Ella) (2024) - «Сестрица» (Lepnina совместно с Ella) (2024) - «Крутые Парни» (Turbosh совместно c Ella) (2025) Саундтреки - «Другая» (2021) - «Рамки» (2021) - «Беспризорник (Hi-Fi кавер-версия)» (2021) Прочие треки - «Химия» (совместно с NLO) (2024) |

## Видеография
Музыкальные видео
- «87» (2017)
- «Молодость» (2018)
- «NBA (Не мешай)» (совместно с RSAC) (2019)
- «Нож» (Тревога совместно с Ella) (2019)
- «Пули» (2020)
- «Superfresh» (совместно с Холод) (2021)
- «Нет рядом (Mood Video)» (2022)